# Konrad Cosack
Konrad Cosack (* 12. März 1855 in Königsberg; † 27. Dezember 1933 in München) war Professor der Rechte in Gießen, Freiburg, Bonn und München.
Konrad Cosack war der Sohn des evangelischen Theologen Karl Johann Cosack. Er studierte Rechtswissenschaft in Berlin, München und Halle, wo er 1877 auch promovierte. 1882 habilitierte er sich in Berlin für deutsches Recht und Zivilprozessrecht. In Berlin lehrte er zunächst als Privatdozent und ab 1885 als außerordentlicher Professor. 1889 wurde er an der Universität Gießen zum Ordinarius für deutsches Privatrecht ernannt. 1893 ging er als ordentlicher Professor für deutsches Recht, Kirchenrecht und juristische Enzyklopädie nach Freiburg, wechselte aber bereits 1896 an die Universität Bonn (wo er die Villa Coblenzerstraße 89b erwarb und bewohnte). Dort schied er 1915 auf eigenen Wunsch aus dem Lehrkörper aus und war daraufhin am Bonner Kaufmannsgericht tätig. 1918 wurde er an der Universität München zum Honorarprofessor ernannt.
Wissenschaftlich wurde Cosack vor allem wegen seines 1888 erstmals erschienenen Lehrbuchs zum Handelsrecht bekannt, das anfänglich wegen seiner neuartigen Systematik und Methode kritisiert wurde, sich dann aber durchsetzte. Bis 1923 erlebte es zehn Auflagen.
Cosacks Vermögen wird im Jahrbuch der Millionäre von 1913 mit ein bis zwei Millionen Mark angegeben.

## Schriften
- Der Besitz des Erben, Weimar 1877, 108 S.
- Die Eidhelfer des Beklagten nach ältestem deutschen Recht, Stuttgart 1885, 95 S.
- Lehrbuch des Handelsrechts mit Einschluß des Seerechts, Stuttgart 1888, 539 S.
- Das Sachenrecht mit Ausschluß des besonderen Rechts der unbeweglichen Sachen im Entwurf eines BGB, Berlin 1889, 84 S.
- Das Staatsrecht des Großherzogthums Hessen, Freiburg 1894, 149 S.